# Баскаков, Альберт Павлович
Альберт Павлович Баскаков (1 марта 1928, Мозжарино, Тверская губерния — 21 января 2015, Екатеринбург) — российский ученый, создатель научной школы по изучению псевдоожиженных систем, специалист в области термообработки металлов в кипящем слое. Заслуженный деятель науки и техники РСФСР (1988). Доктор технических наук (1966).

## Биография
Родился 1 марта 1928 года в деревне Мозжарино (ныне — в Калининском районе Тверской области).
В 1950 году окончил энергомашиностроительный факультет МЭИ имени В. М. Молотова.
Окончил аспирантуру, получил звание кандидата наук, после чего стал ассистентом на кафедре котельных установок Уральского политехнического института имени С. М. Кирова, где он работал и позже, в должности доцента (1956—1964 гг.), заведующего кафедрой (1964—1998 гг.), профессора (1998—2015 гг.). Кроме того с 1961 по 1963 год заведовал научно-исследовательской лабораторией Уральского отделения АН СССР. В 1964 году стал заведующим кафедрой промышленной теплоэнергетики.
Скончался 21 января 2015 года в Екатеринбурге. Похоронен на Сибирском кладбище.

## Научная деятельность
Область научных интересов составляла теплофизика: горение и использование твердого топлива.
Создал научную школу по изучению псевдоожиженных систем и термообработки металлов в кипящем слое. В 1980 году разработанный им вместе с учениками процесс термообработки деталей был принят многими предприятиями оборонной промышленности СССР.
Руководил постройкой первого в России котла с циркуляционным кипящим слоем, аналогичный которому был установлен на угольном разрезе в Тюльгане.
Автор 11 научных монографий (две из них были изданы на английском языке), трех учебников и 18 учебно-методических пособий. Написал более 700 статей в российских и зарубежных журналах и докладов в сборниках трудов конференций.
Получил 60 авторских свидетельств и патентов на изобретения и одно свидетельство на научное открытие (бюллетень ВАК РФ № 3, 1997). Он подготовил 69 кандидатов наук, 17 его учеников стали докторами наук.

## Достижения
- Лауреат премии им. Н. А. Минкевича; НТО Машпром СССР;
- Победитель конкурса по энергосбережению энергетического центра Европейского Союза;
- Член редколлегии международного журнала Thermal Sciences (Сербия);
- Член редколлегии международного журнала Powder Technology (Англия).

## Семья
Был женат на Нелли Григорьевне Баскаковой.
- Дочь Анна (род. 3 мая 1949):
  - Внучка Юлия (род. 1982);
  - Внучка Мария (род. 1978);
- Сын Сергей (умер в 2005):
  - Внук Павел (1977—2015);
  - Внучка Лидия (род. 1983).

У Альберта Павловича было шесть правнуков.